# Mughanli (Qubadli)
Mughanli est un village de la région de Qubadli en Azerbaïdjan.

## Histoire
En 1993-2020, Mughanli était sous le contrôle des forces armées arméniennes. En 2020, le village de Mughanli a été restitué sous le contrôle de l'Azerbaïdjan.